# Rally di Roma Capitale 2021
Rally di Roma Capitale 2021 (9. Rally di Roma Capitale) – 9 edycja Rally di Roma Capitale, rajdu samochodowego, rozgrywanego we Włoszech od 23 do 25 lipca 2021 roku. Była to trzecia runda Rajdowych Mistrzostw Europy w roku 2021.  Rajd został rozegrany na nawierzchni asfaltowej. Składał się z trzynastu  odcinków specjalnych.

## Lista startowa[1]
Poniższa lista startowa obejmuje tylko zawodników startujących i zgłoszonych do rywalizacji w kategorii ERC w najwyższej klasie RC2, samochodami najwyższej klasy mogącymi startować w rajdach ERC – grupy R5.
| Nr. | Kierowca                   | Pilot                  | Samochód               |
| --- | -------------------------- | ---------------------- | ---------------------- |
| 1   | Aleksiej Łukjaniuk         | Aleksiej Arnautow      | Citroën C3 Rally2      |
| 2   | Andreas Mikkelsen          | Ola Fløene             | Škoda Fabia Rally2 evo |
| 3   | Mikołaj Marczyk            | Szymon Gospodarczyk    | Škoda Fabia Rally2 evo |
| 4   | Nikołaj Griazin            | Konstantin Aleksandrow | Volkswagen Polo GTI R5 |
| 5   | Efrén Llarena              | Sara Fernández         | Škoda Fabia Rally2 evo |
| 6   | Craig Breen                | Paul Nagle             | Hyundai i20 R5         |
| 7   | Nil Solans                 | Marc Martí             | Škoda Fabia Rally2 evo |
| 8   | Erik Cais                  | Jindřiška Žáková       | Ford Fiesta Rally2     |
| 9   | Norbert Herczig            | Ramón Ferencz          | Škoda Fabia Rally2 evo |
| 10  | Yoann Bonato               | Benjamin Boulloud      | Citroën C3 Rally2      |
| 11  | Simone Tempestini          | Sergiu Itu             | Škoda Fabia Rally2 evo |
| 12  | Umberto Scandola           | Guido D’Amore          | Hyundai i20 R5         |
| 14  | Callum Devine              | James Fulton           | Ford Fiesta Rally2     |
| 15  | Fabio Andolfi              | Stefano Savoia         | Škoda Fabia R5         |
| 16  | Giandomenico Basso         | Lorenzo Granai         | Škoda Fabia Rally2 evo |
| 18  | Tommaso Ciuffi             | Nicolò Gonella         | Volkswagen Polo GTI R5 |
| 19  | Andrea Crugnola            | Pietro Elia Ometto     | Hyundai i20 R5         |
| 20  | Damiano De Tommaso         | Giorgia Ascalone       | Citroën C3 Rally2      |
| 21  | Fabian Kreim               | Frank Christian        | Volkswagen Polo GTI R5 |
| 22  | Ole Christian Veiby        | Jonas Andersson        | Hyundai i20 R5         |
| 23  | Grégoire Munster           | Louis Louka            | Hyundai i20 R5         |
| 24  | Iván Ares                  | David Vázquez Liste    | Hyundai i20 R5         |
| 25  | Andrea Mazzocchi           | Silvia Gallotti        | Škoda Fabia R5         |
| 26  | Giacomo Scattolon          | Giovanni Bernacchini   | Volkswagen Polo GTI R5 |
| 27  | Simone Campedelli          | Tania Canton           | Volkswagen Polo GTI R5 |
| 28  | Josh McErlean              | Keaton Williams        | Hyundai i20 R5         |
| 29  | Dominik Stříteský          | Jiří Hovorka           | Škoda Fabia R5         |
| 30  | Alberto Battistolli        | Simone Scattolin       | Škoda Fabia Rally2 evo |
| 31  | Jarosław Kołtun            | Ireneusz Pleskot       | Ford Fiesta Rally2     |
| 32  | Albert von Thurn und Taxis | Bernhard Ettel         | Volkswagen Polo GTI R5 |
| 33  | García Luis Vilariño       | José Murado González   | Škoda Fabia Rally2 evo |
| 34  | Aloísio Monteiro           | Sancho Eiró            | Škoda Fabia Rally2 evo |
| 35  | Pauric Duffy               | Jeff Case              | Hyundai i20 R5         |
| 36  | Rachele Somaschini         | Nicola Arena           | Citroën C3 Rally2      |

## Zwycięzcy odcinków specjalnych[2]
| Dzień  | Numer odcinka         | Nazwa odcinka            | Długość                            | Zwycięzca odcinka                             | Samochód               | Czas               | Lider rajdu        |
| ------ | --------------------- | ------------------------ | ---------------------------------- | --------------------------------------------- | ---------------------- | ------------------ | ------------------ |
| 23 VII | OS0                   | SSS - Caracalla ACI Roma | 2.72 km                            | Andrea Crugnola                               | Hyundai i20 R5         | 1:53.3             | Andrea Crugnola    |
| 24 VII |                       |                          |                                    |                                               |                        |                    |                    |
| OS1    | Rocca di Cave 1       | 7.25 km                  | Giandomenico Basso                 | Škoda Fabia Rally2 evo                        | 5:03.3                 | Giandomenico Basso |                    |
| OS2    | Rocca Santo Stefano 1 | 19.70 km                 | Andrea Crugnola                    | Hyundai i20 R5                                | 11:12.7                | Andrea Crugnola    |                    |
| OS3    | Affile - Bellegra     | 7.34 km                  | Giandomenico Basso                 | Škoda Fabia Rally2 evo                        | 4:17.3                 | Andrea Crugnola    |                    |
| OS4    | Rocca di Cave 2       | 7.25 km                  | Giandomenico Basso                 | Škoda Fabia Rally2 evo                        | 5:04.5                 | Andrea Crugnola    |                    |
| OS5    | Rocca Santo Stefano 2 | 19.70 km                 | Andrea Crugnola                    | Hyundai i20 R5                                | 11:08.6                | Andrea Crugnola    |                    |
| OS6    | Bellegra - Stage TV   | 2.94 km                  | Giandomenico Basso Nikołaj Griazin | Škoda Fabia Rally2 evo Volkswagen Polo GTI R5 | 1:48.6                 | Andrea Crugnola    |                    |
| 25 VII | OS7                   | Fiuggi - Guarcino 1      | 19.87 km                           | Giandomenico Basso                            | Škoda Fabia Rally2 evo | Andrea Crugnola    | 11:34.9            |
| 25 VII | OS8                   | Collepardo - Civita 1    | 10.62 km                           | Giandomenico Basso                            | Škoda Fabia Rally2 evo | 6:09.4             | Giandomenico Basso |
| 25 VII | OS9                   | Santopadre - Arpino 1    | 21.17 km                           | Efrén Llarena                                 | Škoda Fabia Rally2 evo | 13:00.9            | Giandomenico Basso |
| 25 VII | OS10                  | Fiuggi - Guarcino 2      | 19.87 km                           | Andrea Crugnola                               | Hyundai i20 R5         | 11:34.5            | Giandomenico Basso |
| 25 VII | OS11                  | Collepardo - Civita 2    | 10.62 km                           | Giandomenico Basso                            | Škoda Fabia Rally2 evo | 6:10.0             | Giandomenico Basso |
| 25 VII | OS12                  | Santopadre - Arpino 2    | 21.17 km                           | Simone Tempestini                             | Škoda Fabia Rally2 evo | 13:01.0            | Giandomenico Basso |
| 25 VII | OS13                  | Fiuggi - Guarcino 3      | 19.87 km                           | Norbert Herczig                               | Škoda Fabia Rally2 evo | 11:33.1            | Giandomenico Basso |

## Wyniki końcowe rajdu[3]
W klasyfikacji końcowej dodatkowe punkty przyznawane są pierwszej piątce za poszczególne etapy rajdu.
| Miejsce | Kierowca           | Pilot                | Samochód               | Czas      | Strata  | Punkty |
| ------- | ------------------ | -------------------- | ---------------------- | --------- | ------- | ------ |
| 1       | Giandomenico Basso | Lorenzo Granai       | Škoda Fabia Rally2 evo | 1:54:06.6 | -       | 30+9   |
| 2       | Andrea Crugnola    | Pietro Elia Ometto   | Hyundai i20 R5         | 1:54:42.4 | +35.8   | 24+5   |
| 3       | Norbert Herczig    | Ramón Ferencz        | Škoda Fabia Rally2 evo | 1:54:47.0 | +40.4   | 21+5   |
| 4       | Efrén Llarena      | Sara Fernández       | Škoda Fabia Rally2 evo | 1:54:47.3 | +40.7   | 19+5   |
| 5       | Mikołaj Marczyk    | Szymon Gospodarczyk  | Škoda Fabia Rally2 evo | 1:55:02.8 | +56.2   | 17+2   |
| 6       | Fabio Andolfi      | Stefano Savoia       | Škoda Fabia R5]        | 1:55:11.4 | +1:04.8 | 15     |
| 7       | Simone Tempestini  | Sergiu Itu           | Škoda Fabia Rally2 evo | 1:55:13.1 | +1:06.5 | 13+1   |
| 8       | Andreas Mikkelsen  | Ola Fløene           | Škoda Fabia Rally2 evo | 1:55:25.5 | +1:18.9 | 11     |
| 9       | Craig Breen        | Paul Nagle           | Hyundai i20 R5         | 1:55:35.7 | +1:29.1 | 9      |
| 10      | Erik Cais          | Jindřiška Žáková     | Ford Fiesta Rally2     | 1:55:38.2 | +1:31.6 | 7      |
| 11      | Giacomo Scattolon  | Giovanni Bernacchini | Volkswagen Polo GTI R5 | 1:55:44.7 | +1:38.1 | 5      |
| 12      | Marco Signor       | Patrick Bernardi     | Volkswagen Polo GTI R5 | 1:55:55.4 | +1:48.8 | *      |
| 13      | Umberto Scandola   | Danilo Fappani       | Hyundai i20 R5         | 1:56:20.3 | +2:13.7 | 4      |
| 14      | Grégoire Munster   | Louis Louka          | Hyundai i20 R5         | 1:56:29.6 | +2:23.0 | 3      |
| 15      | Iván Ares          | David Vázquez Liste  | Hyundai i20 R5         | 1:56:57.6 | +2:51.0 | 2      |
| 16      | Marco Pollara      | Daniele Mangiarotti  | Škoda Fabia Rally2 evo | 1:57:11.6 | +3:05.0 | *      |
| 17      | Dominik Stříteský  | Jiří Hovorka         | Škoda Fabia R5         | 1:57:22.8 | +3:16.2 | 1      |
|         |                    |                      |                        |           |         |        |
| NU      | Aleksiej Łukjaniuk | Aleksiej Arnautow    | Citroën C3 Rally2      | -         | -       | 0+3    |

1. 1 2  Nieliczony w klasyfikacji ERC

## Klasyfikacja RME po 3 rundach
Kierowcy
Punkty w klasyfikacji generalnej ERC otrzymuje 15 pierwszych zawodników, którzy uczestniczą w programie ERC i w ukończą wyścig, punktowanie odbywa się według klucza:
| Miejsce | 1  | 2  | 3  | 4  | 5  | 6  | 7  | 8  | 9 | 10 | 11 | 12 | 13 | 14 | 15 |
| Punkty  | 30 | 24 | 21 | 19 | 17 | 15 | 13 | 11 | 9 | 7  | 5  | 4  | 3  | 2  | 1  |

Dodatkowo po każdym etapie (dniu) rajdu prowadzona jest osobna klasyfikacja, w której przyznawano punkty pierwszym pięciu zawodnikom, według klucza 5-4-3-2-1. W tabeli podano, które miejsce zajął zawodnik, a w indeksie górnym ile zdobył punktów za ukończenie poszczególnych etapów na punktowanym miejscu.
| Poz. | Kierowca           | POL   | LVA   | ITA   | CZE | AZO | PRT | HUN | ESP | Punkty | 7 naj |
| ---- | ------------------ | ----- | ----- | ----- | --- | --- | --- | --- | --- | ------ | ----- |
| 1    | Aleksiej Łukjaniuk | 130+8 | 321+5 | NU0+3 |     |     |     |     |     | 67     | 67    |
| 2    | Andreas Mikkelsen  | 224+9 | 517+5 | 811   |     |     |     |     |     | 66     | 66    |
| 3    | Efrén Llarena      | 615   | 419+3 | 419+5 |     |     |     |     |     | 61     | 61    |
| 4    | Mikołaj Marczyk    | 321+4 | 615+1 | 517+2 |     |     |     |     |     | 60     | 60    |
| 5    | Norbert Herczig    | 517   | 133   | 321+5 |     |     |     |     |     | 46     | 46    |
| 6    | Craig Breen        | 420+4 | 224+6 | 9     |     |     |     |     |     | 43     | 43    |
| 7    | Nikołaj Griazin    | NU    | 130+9 | 21    |     |     |     |     |     | 39     | 39    |
| 8    | Giandomenico Basso |       |       | 130+9 |     |     |     |     |     | 39     | 39    |
| 9    | Andrea Crugnola    |       |       | 224+5 |     |     |     |     |     | 29     | 29    |
| 10   | Erik Cais          | 9     | 811+1 | 107   |     |     |     |     |     | 28     | 28    |
| 11   | Nil Solans         | 419+1 | 115   | NU    |     |     |     |     |     | 25     | 25    |
| 12   | Simone Tempestini  | NU    | 107   | 713+1 |     |     |     |     |     | 21     | 21    |
| 13   | Emilio Fernández   | 115+2 | 9     |       |     |     |     |     |     | 16     | 16    |
| 14   | Fabio Andolfi      |       |       | 615   |     |     |     |     |     | 15     | 15    |
| 15   | Wojciech Chuchała  | 713+2 |       |       |     |     |     |     |     | 15     | 15    |
| 16   | Eerik Pietarinen   |       | 713   |       |     |     |     |     |     | 13     | 13    |
| 17   | Yoann Bonato       | 811   | 151   | 16    |     |     |     |     |     | 12     | 12    |
| 18   | Grzegorz Grzyb     | 107   |       |       |     |     |     |     |     | 7      | 7     |
| 19   | Umberto Scandola   | 133   | NU    | 124   |     |     |     |     |     | 7      | 7     |
| 20   | Giacomo Scattolon  |       |       | 115   |     |     |     |     |     | 5      | 5     |
| 21   | Adrian Chwietczuk  | 124   |       |       |     |     |     |     |     | 4      | 4     |
| 22   | Georg Linnamäe     | WD    | 124   |       |     |     |     |     |     | 4      | 4     |
| 23   | Grégoire Munster   | 20    | 17    | 133   |     |     |     |     |     | 3      | 3     |
| 24   | Callum Devine      | 142   | 44    | 19    |     |     |     |     |     | 2      | 2     |
| 25   | Raul Jeets         |       | 142   |       |     |     |     |     |     | 2      | 2     |
| 26   | Iván Ares          |       |       | 142   |     |     |     |     |     | 2      | 2     |
| 27   | Roland Poom        | 151   |       |       |     |     |     |     |     | 1      | 1     |
| 28   | Dominik Stříteský  |       |       | 151   |     |     |     |     |     | 1      | 1     |
| Poz. | Kierowca           | POL   | LVA   | ITA   | CZE | AZO | PRT | HUN | ESP | Punkty | 7 naj |

| Kolor     | Opis                   |
| --------- | ---------------------- |
| Złoty     | Zwycięzca              |
| Srebrny   | 2. miejsce             |
| Brązowy   | 3. miejsce             |
| Zielony   | Punktowane miejsce     |
| Niebieski | Ukończył nie punktował |
| Fioletowy | Nie ukończył NU        |
| Czarny    | Wykluczony X           |
| Biały     | Nie wystartował NW     |
| Puste     | Nie brał udziału       |